# Carex fuscula
Carex fuscula là một loài thực vật có hoa trong họ Cói. Loài này được d'Urv. mô tả khoa học đầu tiên năm 1826.